# Municipalità di Robe
La municipalità di Robe è una Local Government Area che si trova in Australia Meridionale. Essa si estende su una superficie di 1.091,1 chilometri quadrati e ha una popolazione di 1.480 abitanti. La sede del consiglio si trova a Robe.